# ナビス
ナビス（古希: Νάβις, 英: Nabis, 在位：紀元前206年-紀元前192年）は、独立したスパルタの最後の王である。彼はスパルタの再興を目指したが、ラコニクスの在位中にアカイア同盟とローマに敗れ、スパルタ王の地位は廃止された。

## 権力の掌握と改革
紀元前207年、マンティネアの戦いでスパルタ王ペロプスの後見人マカニダスが敗死し、ナビスはその後任に就いた。しかし、ナビスはエウリュポン朝の王デマラトスの子孫を自称してペロプスを廃位し、紀元前206年に処刑した。こうしてナビスはスパルタの支配者の地位に着き、王を称した。しかし、リヴィウスやポリュビオスは彼を王とは呼ばず、僭主と呼んでいる。
権力を掌握したナビスは、紀元前3世紀末の改革者クレオメネス3世の路線を取った。彼は裕福者を追放して彼らの土地の再分配を行い、多くの奴隷を解放して市民階級に上げた。こうした市民の増大は兵力の増大を意味しており、彼のスパルタ再興のための布石であった。他方、ナビスについてリヴィウスとポリュビオスは軍事力と残虐さによって権力を掌握した血に飢えた暴君として言及しており、例えばポリュビオスはナビスの支持者を「殺人者の集団、夜盗、すりと追いはぎ」であるとか（ポリュビオス、『世界史』、13、6）、追放された裕福者の妻を山賊や元奴隷と結婚させた（ibid、13、6-7）と述べている。

## 対外政策
ナビスは対外政策においてはアイトリア、エリス、メッセネと同盟してアカイア同盟とマケドニア王国と対立した。第一次マケドニア戦争の後、ナビスは勢力拡大を目論み、ラコニアとメッセネの大部分を征服したが、紀元前204年にはメガロポリス攻略に失敗した。その一方で同盟国のクレタの助力を受けて海軍力の増強も行い、城壁を築いてスパルタの市の守りを固めた。紀元前201年、彼は再びメッセネに侵攻し、一時はメッセネを手中に収めたが、フィロポイメン率いるアカイア同盟軍にテゲアにて決定的な敗北を喫し、退却を強いられた。ペロポネソス半島の北半分を支配するアカイア同盟、特にその将軍フィロポイメンは今後もナビスの領土的野心の前に立ち塞がることになる。幾度もナビスは彼に敗れたが、他の将軍を相手にしたときは勝利を収めた。第二次マケドニア戦争では、彼はマケドニアと同盟し（紀元前199年）、その対価としてアルゴスを得た。しかし、戦況がマケドニアに不利になり始めると彼はローマに亡命した。

## 対ローマ戦
紀元前195年、ローマの前執政官ティトゥス・クィンクティウス・フラミニヌスはアカイア人にペロポネソスでのナビスの力を抑えることを説かれ、ナビスに対してアルゴスをアカイアに返すか、ローマと戦争するかのどちらかを選ぶよう迫った。ナビスはアルゴス返還を拒絶し、フラミニウスはラコニアに侵攻した（ナビス戦争）。結局スパルタは敗れ、海へのアクセス権をスパルタに与えていたギュテイオン港の引渡しを強いられた。

## 最後
スパルタ支配下の領地はスパルタ市とその周辺のみになったにもかかわらず、ナビスはかつての力を取り戻さんとしていた。紀元前192年、ローマ・シリア戦争に乗じて彼はギュテイオンとラコニア沿岸の奪回を試みた。彼は港を占領し、海戦でアカイア同盟艦隊を破り、緒戦では成功を収めたものの、すぐにフィロポイメンに敗れ、スパルタの城壁まで追い詰められた。フィロポイメンは周辺を荒らした後に帰った。その数ヵ月後、彼はローマとアカイア同盟から領土を防衛するためにアイトリア同盟に援軍を要請し、歩兵1000人と騎兵300騎が送られた。しかし、アイトリア人は彼を裏切り、暗殺した。アイトリア軍はそのままスパルタを占領しようとしたが、市民の暴動によって失敗に終わった。ナビスの暗殺後、ラコニクスがスパルタ王となった。
アカイア同盟は指導者を失ったスパルタの混乱を利用して、フィロポイメンに大軍を預けて急派し、同盟に加入（実質的な吸収）させた。こうしてスパルタの独立国家としての地位は失われ、紀元前192年にはラコニクスは王の座を退き、スパルタ王の地位は廃止された。